# 隰黨
隰黨（?—?），中国春秋时期齐国大夫。 
蒲余侯兹夫讨厌公子意恢、喜欢庚舆，莒郊公讨厌公子铎而喜欢意恢。前528年冬十二月，蒲馀侯兹夫杀死了莒国的公子意恢。莒郊公逃亡到齐国。公子铎在齐国迎接庚舆，立为莒共公。齐国的隰党、公子鉏为庚舆送行，莒国向齐国贿赂田地。